# Wernfeld
Wernfeld is een plaats in de Duitse gemeente Gemünden am Main, deelstaat Beieren en telt 1300 inwoners.